# Nova Resende
Nova Resende là một đô thị thuộc bang Minas Gerais, Brasil. Đô thị này có diện tích 390,181 km², dân số năm 2007 là 14145 người, mật độ 39,7 người/km².